# Mecodema jacinda
Mecodema jacinda es una especie de escarabajo del género Mecodema, familia Carabidae. Fue descrita científicamente por Seldon & Buckley en 2019.
Esta especie se encuentra en Nueva Zelanda.
Su longitud es 29–36 mm, ancho pronotal de 7,9–10,2 mm y elitral de 9,1–11,6 mm. El color de todo el cuerpo varía de mate a negro brillante (especialmente el pronoto).